# Панкратий (Чарныйский)
Панкратий Чарныйский (в некоторых источниках упоминается как Чарнуцкий или Чарнысский; ум. 1773) — архимандрит русской церкви.
Родился в семье казака в самом начале XVIII века, учился в Черниговской духовной семинарии, в 1733 году постригся в монашество с именем Панкратия.
В 1739—1742 гг. Панкратий был наставником и префектом в Черниговской семинарии и затем проповедником в Троице-Сергиевой лавре, где, 6 июня 1744 года произнёс «Слово в высочайшее присутствие... императрицы Елизаветы Петровны и наследника её великого Князя Петра Фёдоровича... о делах мздовоздаятельных», тогда же напечатанное.
Из Троицко-Сергиевой лавры он вышел в 1746 году, будучи произведен в архимандриты Переславского Данилова монастыря.
После этого он был настоятелем в Иосифовом Волоколамском (с 6 мая 1753 года), Лужецком Можайском (с января 1754 года), Крестовоздвиженском Бизюкове (с 15 августа 1757 года) и Елецком Черниговском (с 4 сентября 1761 года) монастырях.
В самом начале 1762 года Панкратий Чарныйский был переведен в Троицко-Ильинский Черниговский монастырь, но через год (21 февраля 1761 года) снова назначен настоятелем Елецкого Черниговского монастыря, где и скончался в 1773 году.